# Tricyphona gigantea
Tricyphona (Tricyphona) gigantea là một loài ruồi trong họ Pediciidae. Chúng phân bố ở vùng sinh thái Nearctic.